# 地球科学 (期刊)
《地球科学》创刊于1957年，是中国大陆基础科学类月刊，编辑部位于湖北省武汉市。此刊物由中国地质大学主办。
《地球科学》在2018年被中华人民共和国国家新闻出版广电总局新闻报刊司评为2017年全国“百强报刊”。